# Kiel des Schiffs
Schiffskiel oder Kiel des Schiffes, im heutigen astronomischen Gebrauch Carina (aus dem Lateinischen), ist ein Sternbild des Südhimmels.

## Beschreibung

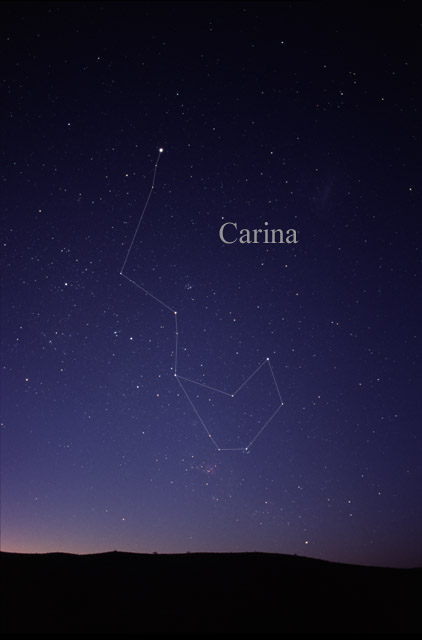
Das Sternbild Carina, wie es mit dem bloßen Auge gesehen werden kann

Der Kiel des Schiffs zieht sich unterhalb der Sternbilder Achterdeck des Schiffs und Segel des Schiffs hin. Er enthält den auffallend hellen Stern Canopus. Von Europa aus ist das Sternbild nicht zu sehen.

## Geschichte
Der Kiel des Schiffs ist Teil des antiken Sternbildes Argo Navis, das zu den 48 von Ptolemäus beschriebenen Sternbildern gehörte.
Da das sehr ausgedehnte Argo Navis dem französischen Astronomen Lacaille für die Astronomie zu unübersichtlich war, teilte er es im Jahre 1763 in die Sternbilder Kiel des Schiffs, Achterdeck des Schiffs (Puppis) und Segel des Schiffs (Vela) auf. Dabei wurden die ursprünglichen Sternbezeichnungen beibehalten, so dass jeder griechische Buchstabe in den drei Sternbildern nur einmal vorkommt. Daher gibt es einen Stern α Carinae (Canopus), jedoch keine Sterne α Puppis oder α Velorum.
Nachdem der britische Astronom Edmond Halley von der Insel St. Helena aus den Südhimmel beobachtet hatte, veröffentlichte er im Jahre 1679 einen Sternkatalog, in dem er die Region um den Stern β Carinae als Robur Carolis, „Karlseiche“ beschrieb. Damit war der Baum gemeint, in dem sich 1651 der englische König Karl II. nach seiner Niederlage gegen Oliver Cromwell versteckt hielt. Halleys Vorschlag konnte sich allerdings nicht durchsetzen.

## Mythologie
Argo Navis war in der griechischen Mythologie das Schiff Jasons und seiner Gefährten, der Argonauten. Sie suchten das goldene Vlies, ein goldfarbenes Widderfell. Jason, Sohn des Königs Aison von Thessalien, war von seinem Halbbruder Pelias um die Thronfolge gebracht worden. Jason sollte den Thron wieder erhalten, wenn er Pelias das goldene Vlies brachte – eine schier unlösbare Aufgabe, da das sagenhafte Fell in einem heiligen Hain in Kolchis von einem todbringenden Drachen bewacht wurde. Mit Hilfe der Königstochter Medea gelangte Jason jedoch in den Besitz des Fells. Das Schiff Argo und das Vlies wurden in den Himmel versetzt, letzteres als Sternbild Widder.
Für die alten Ägypter war die Konstellation ebenfalls ein Schiff, mit dem ihr Gott Osiris fuhr. In Canopus sahen sie einen Steuermann.

## Himmelsobjekte

### Sterne
| B   | G  | Namen o. andere Bezeichnungen     | Größe               | Lj   | Spektralklasse |
| --- | -- | --------------------------------- | ------------------- | ---- | -------------- |
| α   |    | Canopus, Suhail, Suhel            | −0,62m              | 310  | F0 Ib          |
| β   |    | Miaplacidus                       | 1,67m               | 113  | A2 IV          |
| ε   |    | Avior                             | 1,86m               | 632  | K3 III + B2 V  |
| ι   |    | Turais, Tureis, Aspidiske, Scutum | 2,21m               | 700  | A9 Ib          |
| θ   |    | Theta Carinae                     | 2,76m               | 455  | B0 Vp          |
| υ   |    |                                   | 2,92m               |      |                |
| ν   |    |                                   | 3,0m                | 1000 | A8 + A8        |
| ω   |    | Omega Carinae                     | 3,29m               | 250  | B8 III         |
| p   |    |                                   | 3,30m               | 300  | B3 V           |
| q   |    |                                   | 3,39m               | 600  | K4 II          |
| a   |    |                                   | 3,43m               | 600  | B2 IV          |
| χ   |    |                                   | 3,46m               | 600  | B2 IV          |
| l   |    | HD 84810                          | 3,69m               |      |                |
| u   |    |                                   | 3,78m               | 70   | K0 + B3        |
| s   |    |                                   | 3,81m               | 500  | F1 II          |
| c   |    |                                   | 3,84m               | 500  | B8 II          |
| x   |    | V382 Carinae                      | 3,93m               | 6000 | G0 Ia-0        |
| i   |    |                                   | 3,96m               | 800  | B3 II          |
| l   |    |                                   | 3,3 bis 4,2m        |      |                |
| I   |    |                                   | 3,99m               |      |                |
| h   |    |                                   | 4,08m               |      |                |
| d   |    |                                   | 4,31m               |      |                |
| g   |    |                                   | 4,34m               |      |                |
| N   |    |                                   | 4,35m               |      |                |
| A   |    |                                   | 4,41m               |      |                |
| r   |    |                                   | 4,45m               |      |                |
| G   |    |                                   | 4,47m               |      |                |
| f   |    |                                   | 4,50m               |      |                |
| m   |    |                                   | 4,51m               |      |                |
| y   |    |                                   | 4,58m               |      |                |
| w   |    |                                   | 4,59m               |      |                |
| z   |    |                                   | 4,62m               |      |                |
| p   |    |                                   | 4,65m               |      |                |
| E   |    |                                   | 4,66m               |      |                |
| t2  |    |                                   | 4,69m               |      |                |
| K   |    |                                   | 4,72m               |      |                |
| B   |    |                                   | 4,74m               |      |                |
| k   |    |                                   | 4,79m               |      |                |
| D   |    |                                   | 4,81m               |      |                |
| e2  |    |                                   | 4,84m               |      |                |
| b1  |    |                                   | 4,93m               |      |                |
| Q   |    |                                   | 4,93m               |      |                |
| L   |    |                                   | 4,97m               |      |                |
| t1  |    |                                   | 5,08m               |      |                |
| z2  |    |                                   | 5,11m               |      |                |
| 400 | 23 | HD 53047                          | 5,14m               |      |                |
| M   |    |                                   | 5,15m               |      |                |
| c   |    |                                   | 5,16m               |      |                |
| b2  |    |                                   | 5,17m               |      |                |
| e1  |    |                                   | 5,27m               |      |                |
| H   |    |                                   | 5,46m               |      |                |
| O   |    |                                   | 5,60m               |      |                |
| η   |    | Eta Carinae, Foramen, Tseen She   | 6,21 (−0,8 – +7,9)m |      | O              |

α Carinae ist ein extrem leuchtstarker Stern der Spektralklasse F0 in 310 Lichtjahren Entfernung. Mit einer scheinbaren Helligkeit von −0,62m ist er nach Sirius der zweithellste Stern am Nachthimmel.
Der Name Canopus stammt aus der antiken griechischen Sage um die Eroberung der Stadt Troja. Canopus war der Steuermann des Menelaos.
β Carinae gehört der Spektralklasse A2 an und ist rund 113 Lichtjahre entfernt. Sein Eigenname Miaplacidus ist aus dem arabischen und lateinischen zusammengesetzt und bedeutet „Wasserstelle“.
ε ist 632 Lichtjahre entfernt und gehört der Spektralklasse K3 an.
Der 7.500 Lichtjahre entfernte Stern Eta Carinae ist ein äußerst interessantes Objekt. Mit einer Helligkeit von 6,21m kann er heute mit bloßem Auge nicht mehr wahrgenommen werden. Als Edmond Halley im 17. Jahrhundert seinen Sternkatalog aufstellte, war Eta Carinae mit 4m wesentlich heller, wobei sich die Helligkeit unregelmäßig veränderte. In den Jahren 1833 bis 1843 stieg die Helligkeit dramatisch an und Eta Carinae war mit −1m der zweithellste Stern am Himmel. Zu diesem Zeitpunkt muss der Stern die viermillionenfache Leuchtkraft unserer Sonne besessen haben. In den folgenden Jahren nahm die sichtbare Helligkeit ab. Untersuchungen zeigen jedoch, dass der Stern nach wie vor extrem leuchtstark ist, wobei seine Strahlung allerdings durch ausgestoßene Gas- und Staubwolken absorbiert und als langwellige Infrarotstrahlung abgegeben wird. Eta Carinae hat offensichtlich ein Endstadium erreicht und wird in naher Zukunft als Supernova explodieren. Möglicherweise hat die Explosion bereits stattgefunden, jedoch ist der Lichtblitz aufgrund der immensen Entfernung noch nicht auf der Erde eingetroffen.

### Doppelsterne
| System     | Größen    | Abstand |
| ---------- | --------- | ------- |
| υ          | 3,1m/6,0m | 127"    |
| u          | 3,8m/6,3m | 157"    |
| I (ZZ Car) | 4,0m/6,2m | 233"    |
| b1         | 4,9m/6,7m | 40,3"   |

Das Sternbild enthält mehrere Doppelsternsysteme, die bereits mit einem kleineren Teleskop in Einzelsterne aufgelöst werden können.
υ Carinae besteht aus zwei Sternen der Spektralklassen A8. Das System ist etwa 1.000 Lichtjahre entfernt.
u Carinae ist 70 Lichtjahre entfernt und besteht aus einem roten Stern der Spektralklasse K0 und einem weiß leuchtenden Begleiter der Klasse B3.
I Carinae, auch als ZZ Carinae bezeichnet, ist ein Doppelsternsystem in 1.500 Lichtjahren Entfernung, das aus zwei extrem hellen Sternen der Spektralklassen F2 und A2 besteht. I Car ist außerdem ein veränderlicher Stern.
b1 Carinae ist 1.000 Lichtjahre entfernt und besteht aus zwei weißlich leuchtenden Komponenten der Spektralklassen B3 und B9.

### Veränderliche Sterne
| Objekt     | Größe          | Periode                | Typ       |
| ---------- | -------------- | ---------------------- | --------- |
| η          | −0,8m bis 7,9m | 85,1 Tage / 5,54 Jahre | LBV       |
| R          | 3,9m bis 10,3m | 308,7 Tage             | Mirastern |
| l (ZZ Car) | 3,3m bis 4,2m  | 35,53 Tage             | Cepheid   |

R Carinae ist ein veränderlicher Stern vom Mira-Typ, dessen Helligkeit sich über einen Zeitraum von 308,7 Tagen stark ändert. Im Maximum ist der Stern 3,9m hell und kann ohne weiteres mit bloßem Auge gesehen werden. Im Minimum sinkt die Helligkeit auf nur 10,3m ab, und zur Beobachtung benötigt man ein Teleskop.
I oder ZZ Carinae ist ein Veränderlicher vom Cepheidentyp, dessen Sternhülle in einem regelmäßigen Abstand von 35,53 Tagen pulsiert. Die Helligkeit variiert dabei zwischen 3,3m und 4,2m.

### Messier- und NGC-Objekte
| Messier (M) | NGC  | sonstige | Größe | Typ                 | Name              |
| ----------- | ---- | -------- | ----- | ------------------- | ----------------- |
|             | 2516 |          | 4m    | Offener Sternhaufen |                   |
|             | 2808 |          | 6,5m  | Kugelsternhaufen    |                   |
|             | 3114 |          | 4,5m  | Offener Sternhaufen |                   |
|             | 3293 |          | 5,5m  | Offener Sternhaufen |                   |
|             |      | IC 2602  | 2m    | Offener Sternhaufen | Südliche Plejaden |
|             | 3372 |          | 3m    | Emissionsnebel      | Eta-Carinae-Nebel |
|             | 3532 |          | 3,5m  | Offener Sternhaufen |                   |
|             | 3603 |          | 9,1m  | Offener Sternhaufen |                   |

Durch einen Teil des Sternbildes zieht sich das Band der Milchstraße. Hier befinden sich einige offene Sternhaufen und neblige Objekte. Da der französische Astronom Charles Messier das Sternbild von seinem Beobachtungsort aus nicht sehen konnte, sind im Sternbild keine „Messierobjekte“ verzeichnet.
NGC 2516 ist ein offener Sternhaufen in 2.000 Lichtjahren Entfernung, der bereits mit bloßem Auge gut zu erkennen ist. In einem Prismenfernglas wird eine Vielzahl von Sternen sichtbar.
NGC 2808 ist ein Kugelsternhaufen in 30.000 Lichtjahren Entfernung, der im Fernglas als nebliges Fleckchen erscheint. Um ihn in Einzelsterne aufzulösen, benötigt man ein Teleskop.
Der offene Sternhaufen NGC 3114 ist 2.500 Lichtjahren entfernt. Er ist ein schönes Objekt für das Fernglas oder Teleskop.
NGC 3293 ist ein offener Sternhaufen in 5.000 Lichtjahren Entfernung, der im Fernglas als nebliges Objekt erscheint. Um ihn aufzulösen, benötigt man ein Teleskop.
Der offene Sternhaufen IC 2602 wird auch „Südliche Plejaden“ genannt. Der 800 Lichtjahre entfernte Sternhaufen ist den Plejaden ähnlich, wenn auch etwas lichtschwächer.
NGC 3372 ist der Emissionsnebel um den Stern Eta Carinae. Der Nebel ist bereits mit bloßem Auge zu erkennen und zeigt im Fernglas oder im Teleskop bei schwacher Vergrößerung interessante Strukturen.
NGC 3603 ist ein offener Sternhaufen, rund 20.000 Lichtjahre entfernt. Er weist die größte bekannte Häufung von Riesensternen, sogenannte Wolf-Rayet-Sterne, in unserer Milchstraße auf.

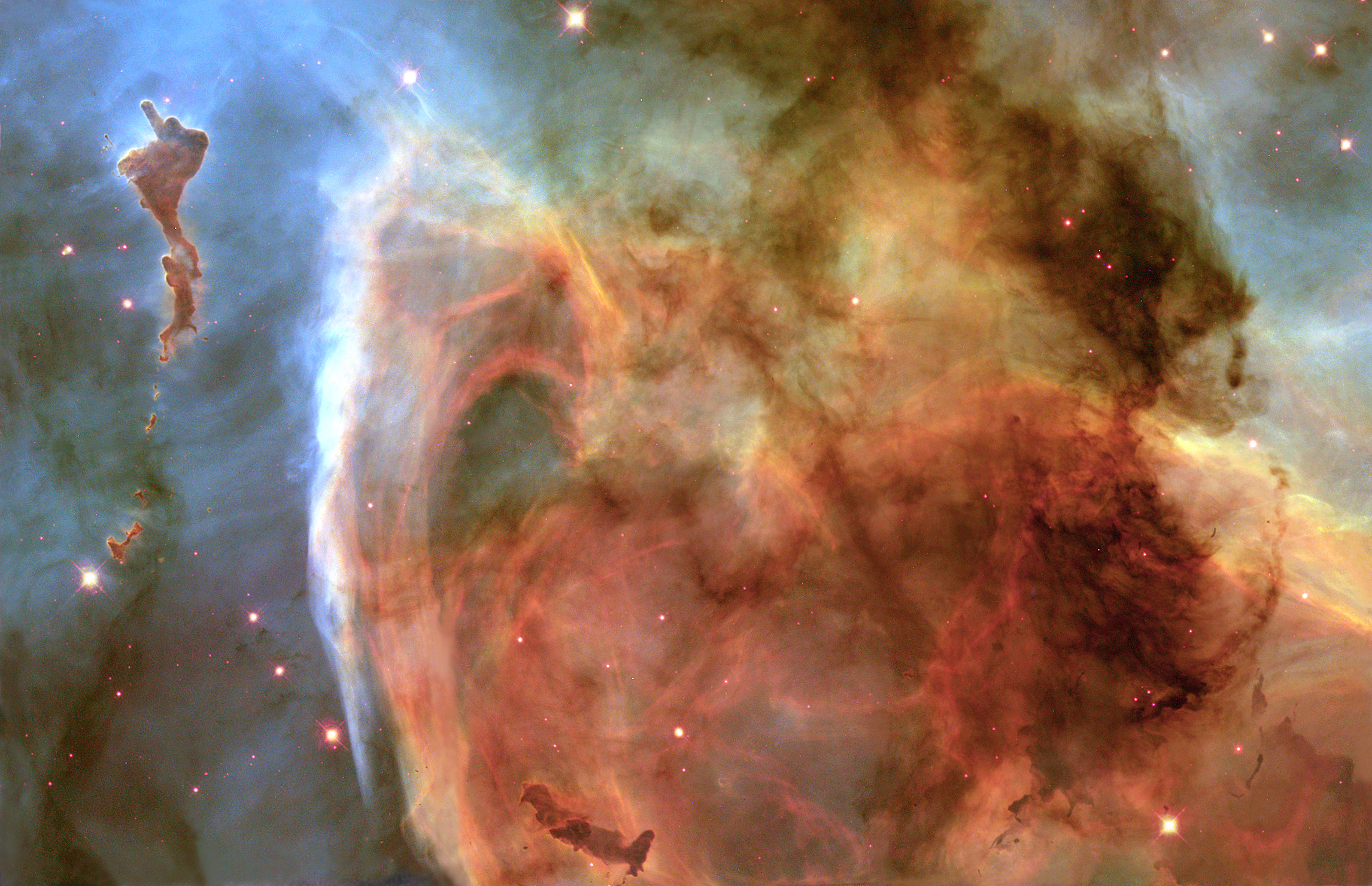
Detail des EtaCarinae-Nebels. Aufnahme des Hubble-Weltraumteleskops

### Weitere Objekte
Im Jahr 1898 wurde von der Astronomin Williamina Paton Stevens Fleming der planetarische Nebel IC 2448 entdeckt.